# Dimos Xiromero
Dimos Xiromero (Xiromero) är en kommun i Grekland.   Den ligger i prefekturen Nomós Aitolías kai Akarnanías och regionen Västra Grekland, i den centrala delen av landet, 240 km väster om huvudstaden Aten. Antalet invånare är 13 358. Arean är 585 kvadratkilometer.
Terrängen i Dimos Xiromero är kuperad österut, men västerut är den bergig.